# Амариш
Ама́риш (порт. Amares [ɐ'maɾɨʃ]) — посёлок городского типа в Португалии, центр одноимённого муниципалитета в составе округа Брага. Находится в составе крупной городской агломерации Большое Минью. По старому административному делению входил в провинцию Минью. Входит в экономико-статистический субрегион Каваду, который входит в Северный регион. Численность населения — 1,3 тыс. жителей (посёлок), 19,6 тыс. жителей (муниципалитет). Занимает площадь 81,86 км².
В посёлке считают своим покровителем Иисуса Христа.
Праздник посёлка — 13 июня.

## Расположение
Поселок расположен в 12 км на северо-восток от адм. центра округа города Брага.
Муниципалитет граничит:
- на севере — муниципалитет Терраш-де-Бору
- на северо-востоке — муниципалитет Терраш-де-Бору
- на юго-востоке — муниципалитеты Виейра-ду-Минью, Повуа-де-Ланьозу
- на юге — муниципалитет Брага
- на северо-западе — муниципалитет Брага

## История
Поселок основан в 1514 году.

## Население
| Численность населения муниципалитета по годам | Численность населения муниципалитета по годам | Численность населения муниципалитета по годам | Численность населения муниципалитета по годам | Численность населения муниципалитета по годам | Численность населения муниципалитета по годам | Численность населения муниципалитета по годам | Численность населения муниципалитета по годам | Численность населения муниципалитета по годам |
| --------------------------------------------- | --------------------------------------------- | --------------------------------------------- | --------------------------------------------- | --------------------------------------------- | --------------------------------------------- | --------------------------------------------- | --------------------------------------------- | --------------------------------------------- |
| 1801                                          | 1849                                          | 1900                                          | 1930                                          | 1960                                          | 1981                                          | 1991                                          | 2001                                          | 2004                                          |
| 5411                                          | 8030                                          | 12 746                                        | 13 878                                        | 16 845                                        | 16 478                                        | 16 715                                        | 18 521                                        | 19 290                                        |

## Состав муниципалитета
В муниципалитет входят следующие районы:
| - Амареш - Баррейруш - Бештейруш - Бику - Кайреш - Калделаш - Карразеду - Дорнелаш - Феррейруш - Фигейреду - Фишкал - Гоайнш | - Лагу - Параньюш - Паредеш-Секаш - Портела - Прозелу - Рендуфе - Санта-Мария-да-Торре - Санта-Мария-ду-Бору - Санта-Марта-ду-Бору - Секейруш - Серамил - Вилела |

## См. также

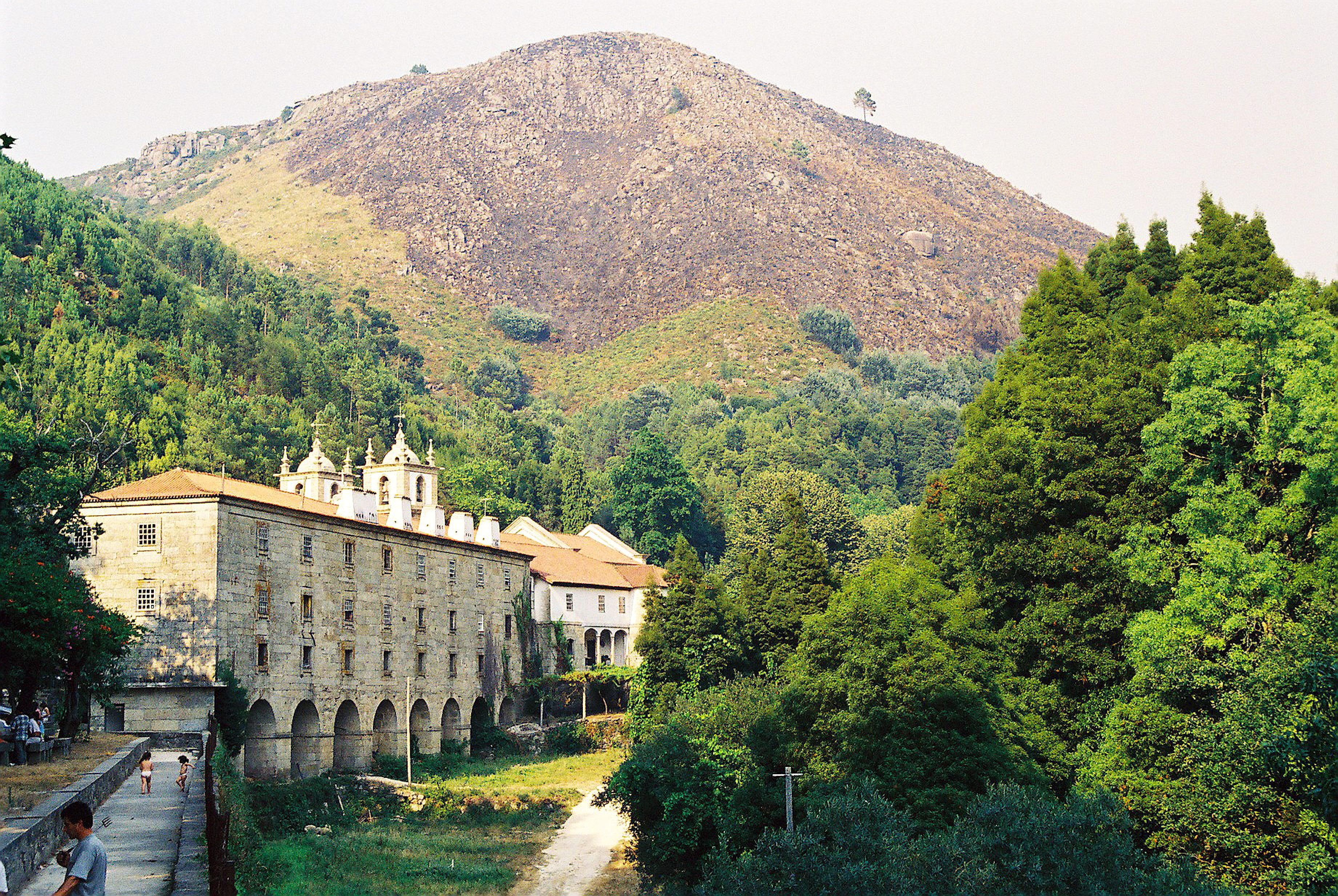